# Carlos Eduardo Dolabella
Carlos Eduardo Bouças Dolabella (Rio de Janeiro, 11 de junho de 1937 – Rio de Janeiro, 26 de maio de 2003) foi um ator brasileiro. 
Teve trabalhos de destaque na TV entre as décadas de 1970 e 1990, em novelas de sucesso como Irmãos Coragem, Selva de Pedra, O Bem-Amado, O Espigão, Espelho Mágico, O Astro, Água Viva, Louco Amor, Amor com Amor Se Paga, A Próxima Vítima, Por Amor e Força de um Desejo. Em 2000, participou da minissérie A Muralha. Seu último trabalho na TV foi uma participação em Porto dos Milagres, em 2001.

## Vida pessoal
Carlos Eduardo Dolabella nasceu em 11 de junho de 1937, na cidade do Rio de Janeiro. Foi casado três vezes, entre elas com a atriz Pepita Rodríguez, com quem teve um filho, o ator Dado Dolabella. Entre os casamentos, teve dois filhos. O ator era fluente em cinco idiomas.

## Morte
Dolabella era diabético. Sofreu um infarto em agosto de 2002. Em fevereiro de 2003, foi internado no Hospital Samaritano, na cidade do Rio de Janeiro, por conta de uma insuficiência cardíaca. Chegou a ter pneumonia, o que agravou seu estado de saúde. Morreu em 26 de maio de 2003, aos 65 anos, de falência de múltiplos órgãos, no mesmo hospital onde estava internado desde fevereiro.

## Filmografia

### Televisão
| Ano       | Título                                   | Personagem                        | Notas                               | Emissora          |
| --------- | ---------------------------------------- | --------------------------------- | ----------------------------------- | ----------------- |
| 1965      | Coração                                  | Ludovico                          |                                     | Rede Tupi         |
| 1966      | O Amor Tem Cara de Mulher                | Canabarro                         |                                     | Rede Tupi         |
| 1967      | A Rainha Louca                           | Don Juan                          |                                     | TV Globo          |
| 1969      | Véu de Noiva                             | Armando Muniz                     |                                     | TV Globo          |
| 1970      | Irmãos Coragem                           | Delegado Diogo Falcão             |                                     | TV Globo          |
| 1971      | O Homem Que Deve Morrer                  | Cesário                           |                                     | TV Globo          |
| 1972      | Selva de Pedra                           | Caio Márcio Vilhena               |                                     | TV Globo          |
| 1973      | O Bem-Amado                              | Manuel Pedreira (Neco Pedreira)   |                                     | TV Globo          |
| 1974      | O Espigão                                | Márcio Camará (Marcito)           |                                     | TV Globo          |
| 1975      | Bravo!                                   | Edu Ribas                         |                                     | TV Globo          |
| 1976      | Saramandaia                              | Homão                             |                                     | TV Globo          |
| 1977      | Despedida de Casado                      | Luizão                            | novela censurada                    | TV Globo          |
| 1977      | Espelho Mágico                           | Edgar Rabelo                      |                                     | TV Globo          |
| 1977      | O Astro                                  | Natalício Valença (Natal)         |                                     | TV Globo          |
| 1978      | Sinal de Alerta                          | Chico Tibiriçá                    |                                     | TV Globo          |
| 1979      | Pai Herói                                | Promotor                          |                                     | TV Globo          |
| 1980      | Água Viva                                | Heitor Sampaio                    |                                     | TV Globo          |
| 1980-1983 | O Bem-Amado (Seriado)                    | Neco Pedreira                     |                                     | TV Globo          |
| 1983      | Louco Amor                               | Fernando Lins                     |                                     | TV Globo          |
| 1984      | Amor com Amor Se Paga                    | Bruno Queiroz                     |                                     | TV Globo          |
| 1985      | Alô Pepa, Alô Dola                       | Apresentador com Pepita Rodrigues |                                     | Rede Manchete     |
| 1986      | Hipertensão                              | Marcos Mendonça                   |                                     | TV Globo          |
| 1988      | O Pagador de Promessas                   | Tião Gadelha                      |                                     | TV Globo          |
| 1988      | Caso Especial                            | Vieira                            | Episódio: "Mocinha e Bandido"       |                   |
| 1989      | Kananga do Japão                         | Orestes                           |                                     | Rede Manchete     |
| 1991      | O Guarani                                | D. Antônio de Mariz               |                                     | Rede Manchete     |
| 1994      | Incidente em Antares                     | Quintiliano do Vale               |                                     | TV Globo          |
| 1995      | Engraçadinha: Seus Amores e Seus Pecados | Provedor                          |                                     | TV Globo          |
| 1995      | A Próxima Vítima                         | Luigi "Gigio" di Angelis          | participação                        | TV Globo          |
| 1996      | O Campeão                                | Alberto Drummond                  |                                     | Rede Bandeirantes |
| 1997      | Por Amor                                 | Arnaldo de Barros Motta           |                                     | TV Globo          |
| 1998      | Labirinto                                | Cerqueira                         |                                     | TV Globo          |
| 1998      | Sai de Baixo                             | Tomas Antibes                     | Episódio: Botando os Bofes Pra Fora | TV Globo          |
| 1998      | Torre de Babel                           | Fernando Pagão                    |                                     | TV Globo          |
| 1999      | Força de um Desejo                       | Comendador Belisário Queiroz      | [ 8 ]                               | TV Globo          |
| 2000      | A Muralha                                | João Antunes                      |                                     | TV Globo          |
| 2001      | Porto dos Milagres                       | Comendador Severo                 |                                     | TV Globo          |

### Cinema
| Ano  | Título                                | Personagem                      | Notas |
| ---- | ------------------------------------- | ------------------------------- | ----- |
| 1966 | Engraçadinha Depois dos Trinta        |                                 |       |
| 1967 | Tarzan e o Grande Rio (não creditado) |                                 |       |
| 1967 | Carnaval Barra limpa                  |                                 |       |
| 1968 | A Noite do Meu Bem                    |                                 |       |
| 1968 | As Sete Faces de um Cafajeste         |                                 |       |
| 1969 | Matou a Família e Foi ao Cinema       | Ele mesmo                       |       |
| 1969 | O Matador Profissional                |                                 |       |
| 1969 | Os Raptores                           |                                 |       |
| 1972 | Revólveres não Cospem Flores          |                                 |       |
| 1973 | O Descarte                            | Ricardo (participação especial) |       |
| 1973 | As Moças Daquela Hora                 |                                 |       |
| 1974 | A Estrela Sobe                        | Mário Alves                     |       |
| 1974 | Gente Que Transa                      | Carlos Eduardo                  |       |
| 1974 | Motel                                 | Fábio                           |       |
| 1976 | O Pai do Povo                         |                                 |       |
| 1976 | O Flagrante                           |                                 |       |
| 1979 | O Caso Cláudia                        | Seixas                          |       |
| 1979 | Dani, um Cachorro Muito Louco         |                                 |       |
| 1990 | O Mistério de Robin Hood              | Gavião / Detetive Dirceu        |       |
| 1994 | Boca                                  | Fonseca                         |       |